# Rue, Somme
Rue là một xã ở tỉnh Somme, vùng Hauts-de-France, Pháp.

## Địa lý
A large town, Xã này có cự ly khoảng 15 dặm Anh về phía bắc của Abbeville, tại giao lộ của đường D938, D4 và đường D85.

## Dân số
| 1962                                                         | 1968 | 1975 | 1982 | 1990 | 1999 |
| ------------------------------------------------------------ | ---- | ---- | ---- | ---- | ---- |
| 2937                                                         | 2952 | 3122 | 3170 | 2942 | 3075 |
| Số liệu điều tra dân số từ năm 1962, dân số không tính trùng |      |      |      |      |      |